# Louis Gonse

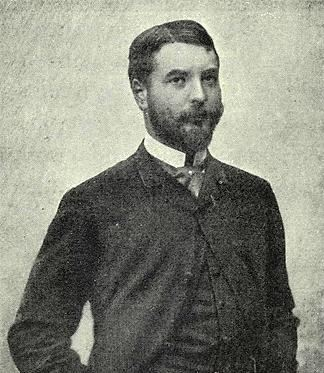
Louis Gonse.

Louis Gonse, född 1846, död 1921, var en fransk konsthistoriker.
Gonse var under flera år redaktör för Gazette des beaux arts, och utgav monografier över Jules-Ferdinand Jacquemart, Eugène Fromentin med flera. Han utgav även de betydande arbetena L'Art Japonais (1883), L'art gothique (1890) och La sculpture française depuis le XIV:e siècle (1895).
Enligt L'Art Japonais har han varit Directeur de la Gazette des Beaux-Arts 1883*.